# Жидебай
Жидеба́й (каз. Жидебай) — село у складі Актогайського району Карагандинської області Казахстану. Входить до складу Нуркенського сільського округу.
Населення — 37 осіб (2021; 57 у 2009, 65 у 1999, 160 у 1989).
Національний склад станом на 1989 рік:
- казахи — 100 %.

До 1996 року село називалось Імек Кенелі, станом на 1989 рік — Імек.